# Friedrich Wilhelm Mohr (Mediziner)
Friedrich Wilhelm Mohr (* 23. Dezember 1951 in Prenzlau, Brandenburg) ist ein deutscher Herzchirurg und Hochschullehrer. Er war ärztlicher Direktor und Direktor der Klinik für Herzchirurgie am Herzzentrum Leipzig, Universität Leipzig in den Jahren 1994 bis 2017.

## Leben
Nach dem Abitur begann er in 1972 sein Medizinstudium an der Freie Universität Berlin, in den Jahren 1974–1978 an der Rheinische Friedrich-Wilhelms-Universität Bonn und an der University of New South Wales, Sydney, Australien. In den Jahren 1977–1978 arbeitete er als Arzt im Praktikum an der Rheinische Friedrich-Wilhelms-Universität Bonn und in den Jahren 1978–1981 als Wissenschaftlicher Mitarbeiter Herzchirurgie. Dort in 1980 promovierte zum Dr. med. Ab 1984 wurde Facharzt für Allgemeinchirurgie (St. Josef-Hospital Troisdorf, Abteilung für Chirurgie) und ab 1986 Facharzt für Gefäßchirurgie.
In Jahren 1986–1987 besuchte er Research Fellow am Cardiology and Surgery Cedars-Sinai Medical Center, School of Medicine, University of California, Los Angeles, USA.
1988 Oberarzt Universitätsklinikum für Herzchirurgie, 1989 Facharzt für Herzchirurgie und in 1989 Co-Direktor Herzchirurgie, Universitätsklinikum Bonn.
In Jahren 1990–1994 wechselte er als Professor (C3) an die Georg-August-Universität Göttingen – Klinik für Herzchirurgie.
Ab 1994 bis zum 2017 wurde berufen als ärztlicher Direktor und Direktor der Klinik für Herzchirurgie am Herzzentrum Leipzig, Universität Leipzig. Professor Mohr hat sich in der Herzchirurgie einen Namen bei der Anwendung des Lasers gemacht, etwa bei der Rekanalisation von Koronararterien und von Verschluss peripheren arteriellen Gefäßen.
Mohr hat erste Roboter-Operationssaal der Welt im Leipziger Herzzentrum in Betrieb genommen mit Roboterherzoperationnen Einführung und hat weltweit erstmalig eine Bypass-Operation mit Hilfe eines Roboters durchgeführt. Im Fokus von Mohr stehen darüber hinaus diagnostische und therapeutische Probleme, die Folge von koronaren Bypass-Operationen sein können. Neben der Routine-Herzchirurgie hat weiter entwickelt die Koronarchirurgie ohne den Einsatz der Herz-Lungen-Maschine (OPCAB). Ein weiteres Forschungsgebiet ist der Ersatz von Herzklappen und hier vor allem der Klappenersatz mit gerüstlosen Bioprothesen und Transkatheter-Aortenklappenimplantation (TAVI). Er hat ungefähr 12 000 Herzen operiert, bis er in 2017 in den Ruhestand ging.
Friedrich Wilhelm Mohr ist verheiratet und Vater von zwei Kindern.

## Auszeichnungen
- seit 1999: Mitglied der Deutschen Akademie der Naturforscher Leopoldina
- 2006: Franz Loogen-Preis
- 2008: Ethica Award, European Association for Percutaneous Cardiovascular Interventions
- 2010: Ehrendoktorwürde der Universidad de Marón, Argentina
- 2010: Bundesverdienstkreuz 1. Klasse[7]